# 劇団にこっとちゃ茶
劇団にこっとちゃ茶（げきだんにこっとちゃちゃ）は、埼玉県所沢市および入間市を中心に活動する劇団である。

## 概要
1999年9月、公益社団法人所沢青年会議所主催のミュージカル「君の青、ボクの空」の公演後、出演した青少年を団員の中心として2000年7月に創設。
団員は、小学校4年生から18歳までで構成され、主に知念正文（劇団鳥獣戯画）による脚本・演出・振り付けによって作品が構成されている。
5周年および15周年記念公演の際には茶畑プロジェクトと題した劇団にこっとちゃ茶体験ワークショップを行っており、一般の団員とともに稽古を行って公演に出演している。

## 公演作品
- 2000年
  - 「時間(とき)はそのままに」(旗揚げ公演)　所沢市松井公民館
- 2001年
  - 「あしたのあたしは左きき」入間市産業文化センター
- 2002年
  - 「わたし消えますわよ」入間市産業文化センター
- 2003年
  - 「天下無敵の修学旅行」清瀬市市民センターホール
  - 「天下無敵の修学旅行」所沢市三ヶ島公民館
- 2004年
  - 「こんにちわっ 私の人生」(5周年記念 茶畑プロジェクト公演)入間市産業文化センター
- 2005年
  - 「わたしはひとりじゃない?!」入間市産業文化センター
- 2006年
  - 「魔法はお好き？」入間市産業文化センター
  - 日本青年会議所埼玉ブロック会員大会主催「君の青僕の空2006」(茶畑プロジェクト公演)所沢市民文化センター ミューズ
- 2007年
  - 「踊るムトウ家」 入間市産業文化センター
- 2008年
  - 「ボクらはみんな生きている」入間市産業文化センター
- 2009年
  - 「日本昔話綾取り合戦ーにこっとちゃ茶ショー」(10周年記念公演)所沢ミューズ・マーキーホール
- 2010年
  - 「わたしの家族は、世界一！」入間市産業文化センター
  - 「わたしの家族は、世界一！」所沢市制施行60周年記念・中央公民館オープニング記念事業
- 2011年
  - 「スニーカーをはいた猫」入間市産業文化センター
- 2012年
  - 「もしも翌桧教会の男子職員がドラキュラだったら？」入間市産業文化センター
- 2013年
  - 「アーネット姫とサラファン姫」入間市産業文化センター
- 2014年
  - 「嗚呼しまなみ学園に雪が降るーにこっとちゃ茶ショー」(15周年記念 茶畑プロジェクト公演) 入間市産業文化センター
  - 「天下無敵の修学旅行」所沢市立松井小学校
- 2015年
  - 「おとぎの国のアリス」 入間市産業文化センター
- 2016年
  - 「すき焼きウォーズ」入間市産業センター

- 2017年
  - 「お願い！タイムマシーン」入間市産業文化センター
- 2018年
  - 「ファンタスティック♪スウィング」入間市産業文化センター

## スタッフ
- 脚本・演出・振り付け：知念正文（劇団鳥獣戯画）
- 音楽：雨宮賢明
- 演技指導：石丸有里子（劇団鳥獣戯画）
- 歌唱指導：わたなべよし美
- ダンス指導：角田真伊　岩崎響子